# Simó Gurieli
Simó Gurieli va ser mtavari de Gúria succeint al seu pare Mamia II Gurieli, el 1627. Va néixer el 1606. Va ser proclamat el 1627 però deposat ràpidament i cegat, essent proclamat Kai Khusrau I Gurieli, fill de Vakhtang I Gurieli. El 1621 es va casar amb Mariami (que després es va casar amb el rei Rustam de Kartli i més tard amb el rei Vakhtang V de Kartli) i que era filla de Manuchir I Dadiani, mthavari de Mingrèlia; Mariami va morir el 1682. Va tenir tres fills: Demetri, que va ser rei d'Imerècia; Otia (+1645) que es va casar amb la filla de Zaal Sidamoni, eristhavi de l'Aragvi; i Elena, casada amb Vamek III Dadiani, mtavari de Mingrèlia. Es va retirar a Jerusalem i allí es va fer monjo i va morir el 1672.